# Середеево (Псковская область)
Середеево — деревня в Пустошкинском районе Псковской области. Входит в Алольскую волость.

## География
Деревня расположена на северном берегу Середеевского озера, в 15 км к северу от районного центра города Пустошка.

## Население
| 2002 | 2010 |
| ---- | ---- |
| 30   | ↘17  |

Численность населения деревни по оценке на начало 2001 года составляла 40 жителей.

## История
С 1995 до 2005 года деревня входила в состав ныне упразднённой Васильковской волости с центром в д. Криуха.